# Жигулёвская кругосветка
Жигулёвская кругосветка — водный туристический маршрут по рекам Волга и Уса, вокруг Самарской Луки, а также ежегодное спортивное  мероприятие в виде прохождения этого маршрута на ялах и байдарках под эгидой Тольяттинского спортивного клуба "Лада".
Название получила из-за географического курьёза, вызванного петлеобразным изгибом русла Волги, когда между реками Волга и Уса оказывается 140 километров по течению и несколько километров по прямой, что позволяет, преодолев небольшой перевал на суше, закончить поездку в месте её начала.

## История
Как туристский маршрут, "Жигулёвская кругосветка" известна с XIX века, и продолжает быть популярным видом отдыха многочисленных любителей активного отдыха на природе. Ежегодно этот маршрут проходят десятки неорганизованных групп и отдельных туристов-спортсменов; иногда - в обратном направлении. Плавсредства тоже используются крайне разнообразные, но наиболее популярными являются байдарки и ялы. Есть даже варианты пеших и лыжных кругосветок. Существует легенда, что в 1890 году по маршруту прошёл с товарищами В. И. Ленин. В 1895 году поход в обратном направлении повторил Максим Горький, бывший тогда сотрудником «Самарской газеты»; правда, значительную часть маршрута они прошли на буксире за пароходом. В команде было двое взрослых и четверо подростков, которые и вдохновили М. Горького на это мероприятие. В основном они вели лодку на бечеве по берегу, и несколько часов шли под парусом, пользуясь благоприятным ветром. Одним из участников того похода С. Т. Григорьевым была написана повесть «Кругосветка», впервые напечатанная в 1946 году издательством «Московский рабочий».
Известно также, что в начале XX века проводились соревнования по скоростному прохождению маршрута на гребной шлюпке.
В 1912 году член самарского яхтклуба Владимир Попов впервые совершил скоростное прохождение на гребной шлюпке по маршруту «Жигулёвской кругосветки» — расстояние более 200 вёрст он прошёл за 18 часов, а в следующем 1913 году — за 17 часов. В 1914 году самарцы Гонин, Зорин, Сиваков, Дергачёв, Мацевицкий установили рекорд на этой трассе. Они прошли «кругосветку» за 16 часов, включая 45 мин. на перевозку шлюпок в Переволоках и 30 мин. на остановку для покупки молока.
В 1930-х годах в самарской прессе были сообщения, что большая группа студентов Индустриального института Самары совершили поход по маршруту нынешней Кругосветки. В 1935 году выходит книга М. А. Емельянова «Жигулёвская кругосветка», в которой даны правила водного туризма и перечень примерного снаряжения туристов.

## Официальное мероприятие "Жигулёвская кругосветка"
Мероприятие под названием «Жигулёвская кругосветка» было официально зарегистрировано Тольяттинским спортивным клубом "Лада" в 1968 году. Первым походом в официальной истории кругосветки стал летний инструкторский поход 1968 года, организованный клубом туристов АвтоВАЗа. Целью похода была подготовка руководителей команд к походу 1969 году. Кругосветку прошло 11 человек на 3 двухвёсельных лодках за 8 дней.
С 1969 года Кругосветка проводится весной. В этом году в ней принимало участие 53 человека (работники ВАЗа и МАЗа) на 4-местных двухвёсельных лодках.
С тех пор ежегодно весной проводится Жигулёвская кругосветка, в которой обычно принимают участие все имеющиеся в Тольятти ялы. Иногда принимают участие команды и из других городов, несколько лет маршрут проходили туристы из США.
С 2002 года мероприятие получило официальное название «Жигулёвская кругосветка им. адмирала Юрия Маслова» в честь Юрия (Георгия) Павловича Маслова, руководившего кругосветкой более 17 лет.

### Текущее состояние
Команды начинают подготовку к очередной Кругосветке сразу после Нового Года. Заранее арендуются ялы, готовится конкурсная программа, изготавливаются костюмы для выступлений.
Старт обычно даётся 27-29 апреля в зависимости от погоды так, чтобы вернуться в Тольятти к празднованию Дня Победы.
Тольяттинский клуб туристов «Лада» в 2001 году зарегистрировал товарный знак «Жигулёвская кругосветка», а также запатентовал маршрут и эмблему мероприятия.
Кроме официального спортивного мероприятия существуют и коммерческие маршруты (обычно летом), в которых принять участие могут все желающие. Сегодня в кругосветку ходят около 700 человек на 50-60 ялах.

### Состав
Высшим органом управления «Жигулёвской кругосветки» является Совет капитанов. Он состоит из капитанов ялов и Адмиралтейства. Адмиралтейство состоит из: Адмирала, вице-адмирала — заместителя, комиссара, министра спорта, главбоцмана, коменданта, начальника спасслужбы, министров.

### Программа
Помимо собственно прохождение туристического маршрута, «кругосветка» традиционно включает в себя конкурсы художественной самодеятельности между экипажами.
Также проводятся соревнования по футболу, гребле, легкоатлетические состязания, народные, настольные виды спорта, а также интеллектуальные игры «Что? Где? Когда?» и пр.

### Маршрут
Старт похода в Кругосветку находится в Тольятти. В разные годы участники стартовали как из самого города, так и от плотины Жигулёвской ГЭС и даже от посёлка Фёдоровки.
Вниз по течению Волги туристы спускаются мимо Самары до села Переволоки.
В Переволоках лодки вытаскиваются на берег и переправляются через перешеек на расположенную в нескольких километрах Усу (обычно на специально нанимаемых грузовых автомобилях). После чего туристы спускаются по течению Усы до Молодецкого кургана. После чего следует финишный рывок через Куйбышевское водохранилище обратно в Тольятти.

## Скоростная Жигулёвская кругосветка
С 1992 г. проводится «Скоростная Жигулёвская кругосветка» — соревнования по гребле на шестивёсельных ялах и байдарках по маршруту «Жигулёвской кругосветки».
Длина дистанции составляет 145 км. Старт соревнований к востоку от пос. Фёдоровка (г. Тольятти), финиш — залив Жигули (район Молодецкого кургана).
Команды преодолевают дистанцию нон-стоп за 15-20 часов, в зависимости от подготовленности команды и погодных условий. В 2014 г. команда-победитель «Мустанг» на шестивёсельном яле преодолела дистанцию за 14 часов 38 минут.
С 2007 г. в скоростной кругосветке участвуют команды гребцов из Нидерландов.
В настоящее время организатором Жигулёвской кругосветки является «Самарская региональная федерация спортивного туризма».